# Список керівників держав 280 року
Список керівників держав 280 року — це перелік правителів країн світу 280 року
Список керівників держав 279 року — 280 рік — Список керівників держав 281 року — Список керівників держав за роками

## Європа
- Боспорська держава — цар Фофорс (278-309)
- Ірландія — верховний король Кайрбре Ліфехайр (267-284)
- Римська імперія
  - імператор Проб (276-282)
  - в Палестині солдати проголосили імператором Юлія Сатурніна (280)
  - в Приморських Альпах імператором себе проголосив Прокул (280)
  - в Галії повстав і проголосив себе імператором Боноз (280)
    - консул Мессала (280)
    - консул Грат (280)

## Азія
- Диньяваді (династія Сур'я) — раджа Патипат (245-298)
- Іберійське царство — цар Аспаруг I (265-284)
- Індія
  - Царство Вакатаків — імператор Праварасена I (270-330)
  - Імперія Гуптів — магараджа Шрі-Гупта (240-280), його змінив магараджа Гхатоткача (280-319)
  - Західні Кшатрапи — махакшатрап Вісвасімха 277-282
  - Кушанська імперія — великий імператор Васудева II (275-310)
  - Раджарата — раджа Махасена (277-304)
  - Держава Чера — цар Перумкадунго (257-287)
- Китай
  - Династія У — імператор Сунь Хао (264-280), цього ж року захоплена династією Цзінь
  - Династія Цзінь — імператор Сима Янь (У-ді) (265-290)
- Корея
  - Кая (племінний союз) — кимгван Мапхун (259-291)
  - Когурьо — тхеван (король) Сочхон (270-292)
  - Пекче — король Коі (234-286)
  - Сілла — ісагим (король) Мічху (262-284)
- Паган — король Хті Мін Ін (242-299)
- Персія
  - Бактрія і Гандхара — кушаншах Гормізд I (265-295)
  - Держава Сасанідів — шахіншах Бахрам II (276-293)
- Ліньї — Фам Хунг (220—284)
- Сипау (Онг Паун) — Со Вай Па (257-309)
- плем'я табгачів — вождь Тоба Сілу (277-286)
- Японія — імператор Одзін (270-310)

## Африка
- Аксумське царство — негус Ендубіс (бл.270-бл.300)
- Царство Куш — цар Малегоробар (266-283)